# Колобраро

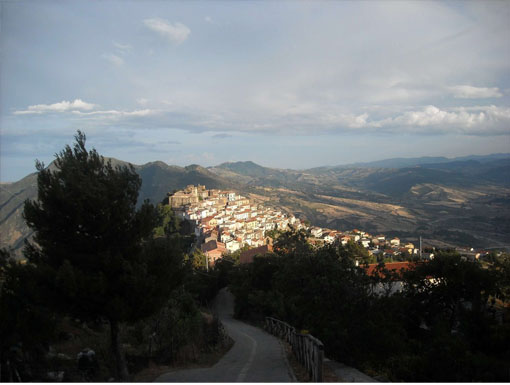

Колобраро (італ. Colobraro) — муніципалітет в Італії, у регіоні Базиліката, провінція Матера.
Колобраро розташоване на відстані близько 390 км на південний схід від Рима, 75 км на південний схід від Потенци, 60 км на південь від Матери.
Населення — 1286 осіб (2014).
Покровитель — святий Миколай. На його честь 7 квітня відбувається щорічний фестиваль.

## Демографія
Населення за роками:

Станом на 1 січня 2023 року в муніципалітеті офіційно проживали 53 іноземці з 12 країн, серед них 31 громадянин країн Євросоюзу та 3 громадяни України.

## Сусідні муніципалітети
- Ноеполі
- Ротонделла
- Сант'Арканджело
- Сенізе
- Турсі
- Вальсінні

## Цікаві факти
Містечко має «погану славу». Вважається, що небезпечно не тільки відвідувати його, але й вимовляти його назву. Кажуть, що там можна на рівному місці зламати ногу, раптово зомліти або, скажімо, виявити, що сірники у кишені самі собою зайнялися. У регіоні у це настільки вірять, що жителі довколишніх міст ніколи не називають Колобраро по імені. «Те саме містечко», — кажуть вони.